# 대한민국의 어린이회관
어린이회관은 대한민국에서 어린이를 위해 세워진 복지회관으로, 1970년 7월 서울 남산에 개관한 남산 어린이회관을 시작으로 부산 부산진구의 부산 어린이회관, 대구 수성구의 대구 어린이회관 등이 곳곳에 설립되었다.
| 명칭           | 소재지 | 개관             |
| -------------- | ------ | ---------------- |
| 어린이회관     | 서울   | 1970년 7월 25일  |
| 어린이회관     | 부산   | 1974년 9월 7일   |
| 어린이회관     | 춘천   | 1980년 5월 24일  |
| 대구어린이세상 | 대구   | 1983년 11월 15일 |
| 우암어린이회관 | 청주   | 1988년 5월 10일  |
| 전북어린이도청 | 전주   | 1993년 7월 16일  |